# Майер, Генрих
Генрих Майер (нем. Heinrich Maier; 05.02.1867, Хайденхайм-на-Бренце — 28.11.1933, Берлин) — немецкий философ.
Учился философии и богословию в Тюбингене.
С 1900 г. преподаватель университета в Цюрихе, с 1902 г. — в Тюбингене, с 1911 г. — в Геттингене, с 1918 г. — в Гейдельберге (здесь в должности его сменил Ясперс, Карл Теодор), с 1922 г. и до конца жизни — в Берлинском университете.
Почётный доктор права (Тюбинген, 1927).
Женился на дочери Христофа фон Зигварта. Его дочь Аннелизе Майер также стала философом, ее указывают среди ключевых историков науки, изучавших средневековую натурфилософию.
Труды
- Syllogistik des Aristoteles (3 voll., 1896—1900)
- Sokrates (1913)
- An der Grenze der Philosophie: Melanchthon, Lavater, Strauss (1913).